# Lijst van tunnels onder de Theems
Er zijn relatief veel tunnels onder de Theems in en nabij Londen. Dit komt door de grote bevolkingsdichtheid, de noodzaak om de rivier bevaarbaar te houden en de aanwezige dikke kleilaag (London clay) die de aanleg mogelijk maakt.
De tunnels worden gebruikt voor motorvoertuigen, voetgangers, metro, spoorlijnen en kabels en leidingen. De oudste tunnel is de Thames Tunnel, die geopend is in 1843. Dit was de eerste tunnel onder een bevaarbare rivier en is nog steeds in gebruik.
De tunnels van oost (benedenstrooms) naar west (bovenstrooms):
1. Dartford Tunnel (twee verkeerstunnels, geopend in 1963 en 1980)
2. Dartford Cable Tunnel (nutsleidingen, 2004)
3. Docklands Light Railway tunnels (spoor, tussen Woolwich Arsenal en King George V, 2009)
4. Crossrail tunnels (spoor, tussen Woolwich en North Woolwich, 2015)
5. Woolwich Foot Tunnel (voetgangers, tussen Woolwich en North Woolwich, 1912)
6. Jubilee Line tunnels (spoor, tussen North Greenwich en Canning Town, 1999)
7. Blackwall Tunnels (verkeer, tussen North Greenwich en Poplar — Alexander Binnie, 1897; tweede tunnel 1967)
8. Jubilee Line tunnels (spoor, tussen Canary Wharf en North Greenwich, 1999)
9. Docklands Light Railway tunnels (spoor, tussen Island Gardens en Cutty Sark, 1999)
10. Greenwich foot tunnel (voetgangers, tussen Millwall en Greenwich — Alexander Binnie, 1902)
11. Jubilee Line tunnels (spoor, tussen Canada Water en Canary Wharf, 1999)
12. Rotherhithe Tunnel (verkeer, tussen Rotherhithe en Limehouse — Maurice Fitzmaurice, 1908)
13. Thames Tunnel (oorspronkelijk voetgangers, nu spoor, tussen Wapping en Rotherhithe) (Marc Brunel, 1843; de eerste tunnel onder water, nu onderdeel van de East London Line)
14. Tower Subway (oorspronkelijk spoor (kabeltram), nu kabels en leidingen, Peter W. Barlow en James Henry Greathead, 1870; de eerste tube metrolijn ter wereld, daarna voetgangerstunnel
15. Northern Line (City branch) tunnels (spoor, 1900).
16. City & South London Railway tunnels (oorspronkelijk spoor, nu buiten gebruik, tussen Borough (metrostation) en King William Street (metrostation), 1890; de eerste geëlektrificeerde tube metrolijn ter wereld. Tunnels met een diameter van slechts 3,1 m. Buiten gebruik gesteld in 1900 toen grotere tunnels (3,5 meter diameter) iets ten oosten aangelegd werden.
17. Waterloo & City Line tunnels (spoor, 1898)
18. Northern Line (Charing Cross branch) tunnels (spoor, 1926)
19. Bakerloo Line tunnels (spoor, 1906)
20. Jubilee Line tunnels (spoor, tussen Westminster en Waterloo; 1999)
21. Victoria Line tunnels (spoor, 1971)